# Huissier de justice

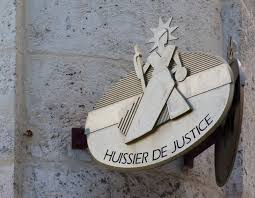

En Francia. El funcionario judicial es un funcionario público ministerial, depende del ministerio de justicia. . Sus dos misiones principales consisten en ejecutar decisiones judiciales y entregar las notificaciones judiciales. Realiza muchas otras misiones, relacionadas o no con procedimientos judiciales. La retribución del alguacil comprende varios elementos, algunos de los cuales están regulados. Debe proporcionar al cliente una declaración detallada de su remuneración. El documento público redactado por un alguacil puede ser impugnado ante los tribunales.

## Historia
El Procurador es el sucesor lejano de los executores de la Antigüedad, encargados de aplicar las decisiones de los jueces. Bajo la Pax Romana, se recurría a los llamados «oficiales» con el fin de aplicar las decisiones tomadas por los jueces. Dependiendo de sus funciones, los oficiales tenían distintos títulos, destacando entre todos ellos, los apparitores y los executores. Los primeros, eran los encargados de reunir a todo el pueblo durante los juicios, acompañar e introducir a los acusados, y asegurar el orden en las audiencias. Los segundos, se ocupaban del embargo de los bienes de los deudores o de la «prisión por deudas», mediante la cual el acreedor hacía encarcelar al deudor para que le pagara.
Las invasiones bárbaras pusieron fin a la pax romana y reapareció la justicia privada. En la Edad Media, surgieron diferentes jurisdicciones (señoriales, eclesiásticas o reales), que pronto necesitaron agentes jurados con autoridad suficiente para ejecutar sus decisiones.
De esta manera, los oficiales romanos se convirtieron en sargentos («sergents») y en huissiers. Los sargentos, cuyan función principal eran las notificaciones en las jurisdicciones señoriales, debían encargarse de las demandas de los litigantes y de ejecutar las decisiones tomadas por los jueces. El cometido de los huissiers, cuyo nombre procede de la palabra puerta («huis»), era el servicio interior en las audiencias y mantener el orden en los tribunales.
A lo largo de la Edad Media, los huissiers se convirtieron en «oficiales» de las jurisdicciones más importantes, mientras que los sargentos quedaron relegados a las de segundo orden, viendo de esta manera incrementadas sus competencias. Esta adscripción a las jurisdicciones más importantes y un aumento de sus atribuciones hacía cada vez más complicado agruparlos en una sola categoría, toda vez que cada tribunal organizaba y nombraba a sus propios huissiers, estableciendo libremente sus competencias y creando categorías en función de las mismas.
Por esta razón, en el siglo XVI se produjo un intento de compartimentar la profesión, creando diferentes clases de huissiers en función de sus atribuciones. Así, por ejemplo, la jurisdicción del Châtelet de París contaba con seis categorías de huissiers:
- Huissiers para las audiencias en los tribunales.
- Huissiers a caballo para las afueras de la ciudad y los campos.
- Huissiers a pie para el centro de la ciudad.
- Huissiers tomadores (los tasadores de hoy en día).
- Huissiers à la douzaine, con funciones de policía al mando de un destacamento.
- Huissiers llamados “fieffés”, que dependían únicamente del Châtelet y que podían hacer mandatos en todo el reino.

En la Edad Moderna, conforme se construía el Estado moderno y se reforzaba la autoridad real, se intentó organizar el cuerpo de los Huissiers y abstraerlo de la autoridad de los tribunales, sometiéndolo al poder central. Así, un edicto de 1705, un edicto agrupó en un solo cuerpo a todos los Huissiers de Justice, permitiéndoles actuar en toda la extensión del reino y poder residir donde quisieran.
Tras la Revolución Francesa, un decreto del 22 Termidor del año 8 obligaba a cada tribunal, por medio de un aviso, a indicar el número de agentes judiciales que necesitaba, lo que permitía al poder central controlar esta categoría profesional. Este intento de establecer un estatuto de los huissiers se vio reforzado por un decreto imperial de 14 de junio de 1813, que recogía ideas de algunos textos antiguos para determinar, por ejemplo, la forma de denominar a estos agentes y para fijar sus atribuciones y los conocimientos requeridos para el cargo de agente judicial.
Hoy en día, el estatuto actual de los agentes judiciales es fruto de una disposición del 2 de noviembre de 1945 y de un decreto de aplicación del 29 de febrero de 1956. Estos textos, que han sido modificados varias veces, establecen los límites de su monopolio y las condiciones de su responsabilidad profesional. Asimismo, precisan su estatuto y autorizan su agrupamiento o asociación.

### Derecho belga
- PETITJEAN, Victor (1973): Le statut de l’huissier de justice, Bruselas, Bruylant.